# Kropywne (rejon niżyński)
Kropywne (ukr. Кропивне) – wieś na Ukrainie, w obwodzie czernihowskim, w rejonie niżyńskim. W 2024 roku liczyła 542 mieszkańców.